# Гааль, Карой
Ка́рой Га́аль (венг. Gaál Károly; род. 14 марта 1954, Будапешт) — венгерский борец греко-римского стиля, участник летних Олимпийских игр 1980 года, бронзовый призёр чемпионата Европы 1978 года.

## Спортивная биография
Самого крупного успеха в карьере Карой Гааль добился на чемпионате Европы в 1978 году, став бронзовым призёром. На чемпионатах мира наилучшим результатом для венгерского борца стало 4-е место на первенстве 1977 года. В 1979 году Гааль стал серебряным призёром Гран-при Германии, уступив в финале румынскому борцу Штефану Русу.
В 1980 году Гааль принял участие в летних Олимпийских играх. В соревнованиях в весе до 68 кг Карой выиграл свой первый бой, выиграв у алжирца Мохамеда Муалека, но затем уступил последовательно поляку Анджею Супруну и советскому борцу Сурену Налбандяну и выбыл из турнира, заняв итоговое 8-е место.